# حارشة مكسيكية
حارشة مكسيكية (الاسم العلمي: Psorophora mexicana) هي نوع من الحشرات تتبع جنس الحارشة من فصيلة البعوضيات.